# Az élet iskolája (televíziós sorozat)
Az Élet iskolája (eredeti cím: Carrossel) brazil televíziós filmsorozat, amelyet Reynaldo Boury és Roberto Menezes rendezett. A forgatókönyvet Abel Santa Cruz írta, a főszerepben Rosanne Mulholland látható. A sorozat egy remake. A korábbi mexikói változatait, a Körhintát és a Hajrá skacokat is bemutatták Magyarországon. Brazíliában az SBT vetítette, Magyarországon a Super TV2 sugározta.

## Ismertető
A kis Cirilo arra vár, hogy harmadikba mehessen. Sajnálatos módon az elkényeztetett Maria is egy osztályba fog járni vele. Új tanárnő érkezik, a neve Helena Fernandes, a tehetős családok gyermekeit tanítja, és a szegényebb családok gyermekei is velük járnak. A beilleszkedés egyelőre nem könnyű, minden tanuló részére. Az első tanítási napon a fiatal tanárnő ráébred, hogy sok a rossz gyerek, az osztályban.

## Szereplők
| Szereplő                 | Színész                 | Magyar hang | Leírás |
| ------------------------ | ----------------------- | ----------- | ------ |
| Helena Fernandes tanárnő | Rosanne Mulholland      |             |        |
| Marcelina Guerra         | Ana Victória Zimmermann |             |        |
| Cirilo Rivera            | Jean Paulo Campos       |             |        |
| Maria Joaquina Medsen    | Larissa Manoela         |             |        |
| Laura Gianolli           | Aysha Benelli           |             |        |